# Jamaica op de Olympische Zomerspelen 1988
Jamaica nam deel aan de Olympische Zomerspelen 1988 in Seoul, Zuid-Korea. Het land won ditmaal twee zilveren medailles, opnieuw alle in de atletiek.

## Medailleoverzicht
| Sport    | Olympiër                                                                            | Onderdeel  | Medaille |
| -------- | ----------------------------------------------------------------------------------- | ---------- | -------- |
| Atletiek | Howard Burnett Trevor Graham Devon Morris Bert Cameron Howard Davis Winthrop Graham | 4x400m (m) | Zilver   |
| Atletiek | Grace Jackson                                                                       | 200m (v)   | Zilver   |

## Deelnemers en resultaten

### Atletiek
| Olympiër                                                                               | Onderdeel       | Resultaat | Prestatie                                                                                              |
| -------------------------------------------------------------------------------------- | --------------- | --------- | --- |
| John Mair                                                                              | 100m (m)        | 25e       | serie 13: 4de in 10,44 kwartfinale 1: 4de in 10,41                                                     |
| Andrew Smith                                                                           | 100m (m)        | 43e       | serie 4: 3de in 10,49 kwartfinale 6: 7de in 10,63                                                      |
| Ray Stewart                                                                            | 100m (m)        | 7e        | serie 7: 1ste in 10,22 kwartfinale 3: 1ste in 10,25 halve finale 1: 3de in 10,18 finale: 7de in 12,26  |
| Clive Wright                                                                           | 200m (m)        | 20e       | serie 4: 2de in 20,94 kwartfinale 5: 5de in 20,87                                                      |
| Bert Cameron                                                                           | 400m (m)        | 6e        | serie 8: 1ste in 46,24 kwartfinale 2: 4de in 45,16 halve finale 1: 4de in 44,50 finale: 6de in 44,94   |
| Howard Davis                                                                           | 400m (m)        | 13e       | serie 6: 2de in 45,97 kwartfinale 4: 4de in 45,40 halve finale 2: 6de in 45,48                         |
| Devon Morris                                                                           | 400m (m)        | 14e       | serie 9: 2de in 45,95 kwartfinale 3: 4de in 45,30 halve finale 2: 7de in 45,68                         |
| Richard Bucknor                                                                        | 110m horden (m) | 15e       | serie 6: 3de in 13,89 kwartfinale 4: 3de in 13,91 halve finale 1: 8ste in 13,98                        |
| Andrew Parker                                                                          | 110m horden (m) | 21e       | serie 1: 3de in 14,00 kwartfinale 2: 6de in 14,05                                                      |
| Winthrop Graham                                                                        | 400m horden (m) | 5e        | serie 5: 2de in 49,40 halve finale 2: 2de in 48,37 finale: 5de in 48,04                                |
| Christopher Faulknor Gregory Meghoo Clive Wright John Mair                             | 4x100m (m)      | 4e        | serie 3: 2de in 39,53 halve finale 1: 3de in 38,75 finale: 4de in 38,47                                |
| Howard Burnett Trevor Graham Devon Morris Bert Cameron Howard Davis Winthrop Graham    | 4x400m (m)      | Zilver    | serie 2: 1ste in 3.04,00 halve finale 2: 3de in 3.00,94 finale: 2de in 3.00,30                         |
| Derrick Adamson                                                                        | marathon (m)    | 84e       | 2:47.57                                                                                                |
|                                                                                        |                 |           | |
| Juliet Cuthbert                                                                        | 100m (v)        | 25e       | serie 4: 1ste in 11,14 kwartfinale 3: 2de in 11,03 halve finale 1: 4de in 11,10 finale: 7de in 11,26   |
| Grace Jackson                                                                          | 100m (v)        | 4e        | serie 1: 2de in 11,18 kwartfinale 4: 3de in 11,13 halve finale 2: 4de in 11,06 finale: 4de in 10,97    |
| Merlene Ottey-Page                                                                     | 100m (v)        | DNF       | serie 8: 1ste in 11,03 kwartfinale 1: 2de in 11,03 halve finale 2: niet gestart                        |
| Grace Jackson                                                                          | 200m (v)        | Zilver    | serie 6: 1ste in 22,66 kwartfinale 3: 1ste in 22,24 halve finale 2: 1ste in 22,13 finale: 2de in 21,72 |
| Merlene Ottey-Page                                                                     | 200m (v)        | 4e        | serie 4: 1ste in 23,06 kwartfinale 2: 2de in 22,30 halve finale 1: 2de in 22,07 finale: 4de in 21,99   |
| Cathy Rattray-Williams                                                                 | 400m (v)        | 13e       | serie 6: 3de in 52,39 kwartfinale 3: 4de in 51,81 halve finale 2: 6de in 50,82                         |
| Sandie Richards                                                                        | 400m (v)        | 22e       | serie 1: 3de in 52,19 kwartfinale 2: 5de in 52,90                                                      |
| Sharon Powell                                                                          | 800m (v)        | 20e       | serie 1: 4de in 2.03,49                                                                                |
| Ethlyn Tate Grace Jackson Laurel Johnson Vivienne Spence Merlene Ottey Juliet Cuthbert | 4x100m (v)      | DNF       | serie 2: 2de in 43,50 halve finale 1: 3de in 43,30 finale: niet gestart                                |
| Sandie Richards Andrea Thomas Cathy Rattray-Williams Sharon Powell                     | 4x400m (v)      | Zilver    | serie 2: 2de in 3.26,83 finale: 5de in 3.23,13                                                         |

### Boksen
| Olympiër         | Onderdeel | Resultaat | Prestatie |
| ---------------- | --------- | --------- | --- |
| Mark Kennedy     | -60kg (m) | 9e        | 1ste ronde: vrij 2de ronde: W van EUN Maea: scheidsrechterlijke beslissing 3de ronde: V van BUL Chuprenski: 0-5 |
| Richard Hamilton | -67kg (m) | 17e       | 1ste ronde: vrij 2de ronde: V van MGL Gantulga: scheidsrechterlijke beslissing                                  |
| Gary Smikle      | -71kg (m) | 17e       | 1ste ronde: vrij 2de ronde: V van URS Zaytsev: 0-5                                                              |
| Terry Dixon      | -81kg (m) | 17e       | '1ste ronde: V van DEN Madsen: scheidsrechterlijke beslissing                                                   |

### Gewichtheffen
| Olympiër     | Onderdeel  | Resultaat | Prestatie                                                   |
| ------------ | ---------- | --------- | ----------------------------------------------------------- |
| Calvin Stamp | +110kg (m) | 11e       | trekken: 12de met 150kg stoten: 9de met 195kg totaal: 345kg |

### Tafeltennis
| Olympiër       | Onderdeel     | Resultaat | Prestatie |
| -------------- | ------------- | --------- | --- |
| Garfield Jones | enkelspel (m) | 57e       | groep H: 8ste V van YUG Lupulesku: 0-3 V van JPN Ono: 0-3 V van HKG Liu: 0-3 V van KOR Kim: 0-3 V van URS Mazunov: 0-3 V van CHI Núñez: 1-3 V van ITA Constantini: 2-3 |

### Wielrennen
| Olympiër       | Onderdeel        | Resultaat | Prestatie                                             |
| Baan           | Baan             | Baan      | Baan                                                  |
| -------------- | ---------------- | --------- | ----------------------------------------------------- |
| Peter Aldridge | puntenkoers (m)  | 4e        | serie 2: 9de met 15 punten finale: 22ste met 4 punten |
| Weg            |                  |           |                                                       |
| Arthur Tenn    | wegwedstrijd (m) | 107e      | 4:48.06                                               |
| Raymond Thomas | wegwedstrijd (m) | 96e       | 4:43.15                                               |

Afghanistan · Algerije · Amerikaanse Maagdeneilanden · Amerikaans-Samoa · Andorra · Angola · Antigua en Barbuda · Argentinië · Aruba · Australië · Bahama’s · Bahrein · Bangladesh · Barbados · België · Belize · Benin · Bermuda · Bhutan · Birma · Bolivia · Bondsrepubliek Duitsland · Botswana · Brazilië · Britse Maagdeneilanden · Brunei · Bulgarije · Burkina Faso · Canada · Centraal-Afrikaanse Republiek · Chili · China · Chinees Taipei · Colombia · Congo-Brazzaville · Cookeilanden · Costa Rica · Cyprus · Denemarken · Djibouti · Dominicaanse Republiek · Duitse Democratische Republiek · Ecuador · Egypte · El Salvador · Equatoriaal-Guinea · Fiji · Filipijnen · Finland · Frankrijk · Gabon · Gambia · Ghana · Grenada · Griekenland · Groot-Brittannië · Guam · Guatemala · Guinee · Guyana · Haïti · Honduras · Hongarije · Hongkong · Ierland · IJsland · India · Indonesië · Irak · Iran · Israël · Italië · Ivoorkust · Jamaica · Japan · Joegoslavië · Jordanië · Kaaimaneilanden · Kameroen · Kenia · Koeweit · Laos · Lesotho · Libanon · Liberia · Libië · Liechtenstein · Luxemburg · Malawi · Malediven · Maleisië · Mali · Malta · Marokko · Mauritanië · Mauritius · Mexico · Monaco · Mongolië · Mozambique · Nederland · Nederlandse Antillen · Nepal · Nieuw-Zeeland · Niger · Nigeria · Noord-Jemen · Noorwegen · Oeganda · Oman · Oostenrijk · Pakistan · Panama · Papoea-Nieuw-Guinea · Paraguay · Peru · Polen · Portugal · Puerto Rico · Qatar · Roemenië · Rwanda · Saint Vincent en de Grenadines · Salomonseilanden · Samoa · San Marino · Saoedi-Arabië · Senegal · Sierra Leone · Singapore · Soedan · Somalië · Sovjet-Unie · Spanje · Sri Lanka · Suriname · Swaziland · Syrië · Tanzania · Thailand · Togo · Tonga · Trinidad en Tobago · Tsjaad · Tsjecho-Slowakije · Tunesië · Turkije · Uruguay · Vanuatu · Venezuela · Verenigde Arabische Emiraten · Verenigde Staten · Vietnam · Zaïre · Zambia · Zimbabwe · Zuid-Jemen · Zuid-Korea · Zweden · Zwitserland